# Zelota
Zelota is een kevergeslacht uit de familie van de boktorren (Cerambycidae). De wetenschappelijke naam van het geslacht werd voor het eerst geldig gepubliceerd in 1902 door Gahan.

## Soorten
Zelota omvat de volgende soorten:
- Zelota bryanti Breuning, 1938
- Zelota malaccensis Breuning, 1936
- Zelota spathomelina Gahan, 1902
- Zelota sumatrana Breuning, 1938